# Kumon Hiroaki
Hiroaki Kumon (sinh ngày 20 tháng 10 năm 1966) là một cầu thủ bóng đá người Nhật Bản.

## Sự nghiệp câu lạc bộ
Hiroaki Kumon đã từng chơi cho Furukawa Electric, Bellmare Hiratsuka và Yokohama FC.